# Ferriossalato di potassio
Il ferriossalato di potassio è il composto chimico con formula K3[Fe(C2O4)3]·3H2O. La formula è spesso abbreviata come K3[Fe(ox)3]·3H2O. Il ferro è nello stato di ossidazione +3, ed è al centro di un complesso ottaedrico, con tre anioni ossalato che fungono da leganti bidentati. Il potassio funge da controione e bilancia la carica 3– dello ione complesso. In condizioni normali è un solido cristallino di colore verde chiaro. In soluzione il solido si scioglie liberando l'anione ferriossalato [Fe(C2O4)3]3– di colore verde chiaro. Il ferriossalato di potassio è spesso usato come attinometro chimico.

## Sintesi
Il composto si può sintetizzare per reazione tra solfato di ferro(III), ossalato di bario e ossalato di potassio:
{\displaystyle {\ce {Fe2(SO4)3 \ + \ 3BaC2O4 \ + \ 3K2C2O4 -> 2K3[Fe(C2O4)3] \ + \ 3BaSO4}}}
Si sciolgono i reagenti in acqua e si scalda per circa 1,5 ore. Il solfato di bario (BaSO4) precipita mentre il complesso formato resta in soluzione; dopo aver filtrato per eliminarlo, si raffredda la soluzione e il complesso cristallizza.
Può essere sintetizzato anche partendo da cloruro ferrico ed ossalato di potassio:
{\displaystyle {\ce {FeCl3 \ + \ 3K2C2O4 -> K3[Fe(C2O4)3] \ + \ 3KCl}}}
Il ferriossalato di potassio può essere quindi fatto precipitare raffreddando la soluzione in un bagno di ghiaccio e poi filtrandola.

## Isomeria
Lo ione complesso ferriossalato mostra isomeria ottica perché sono possibili due forme speculari non sovrapponibili. In accordo con le regole IUPAC, all'isomero con elicità sinistrorsa è assegnato il simbolo greco Λ (lambda maiuscolo). La sua immagine speculare con elicità destrorsa è contraddistinta dal simbolo greco Δ (delta maiuscolo).

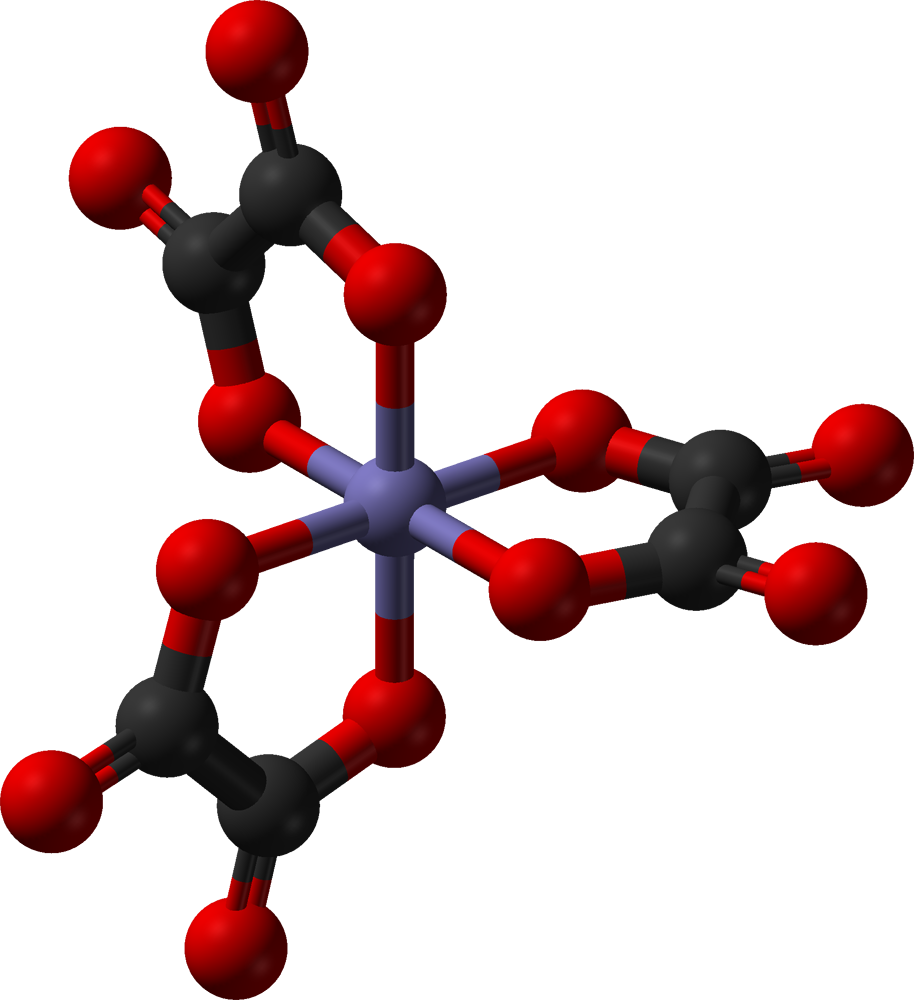
Λ-[Fe(ox)3]3−
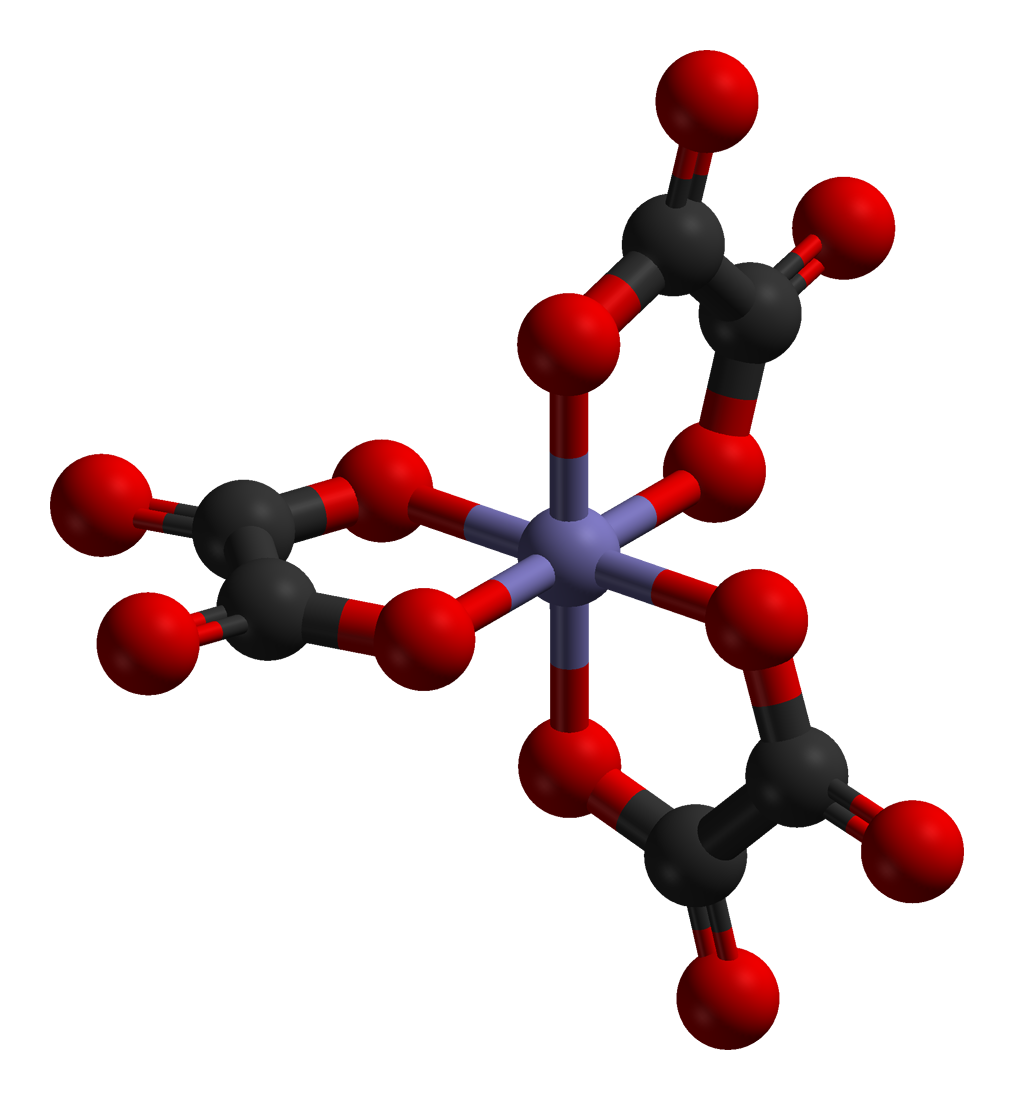
Δ-[Fe(ox)3]3−

## Reattività
In soluzione il complesso ferriossalato è stabile al buio, ma in presenza di luce subisce una reazione di riduzione. Il complesso assorbe un fotone e si decompone formando Fe(C2O4)22– e CO2. La stechiometria complessiva della reazione è:
{\displaystyle {\ce {2[Fe(C2O4)3]^{3-}\ +h\nu ->2[Fe(C2O4)2]^{2-}\ +\ C2O4^{2-}\ +\ 2CO2}}}
Nella reazione il ferro viene ridotto da +3 a +2 e lo ione ossalato viene ossidato a diossido di carbonio. Questa reazione è alla base dell'uso del ferriossalato di potassio come attinometro.

## Indicazioni di sicurezza
Il ferriossalato di potassio è considerato nocivo: è pericoloso per contatto con la pelle e gli occhi, e per ingestione.